# کارولینا شینو
کارولینا شینو (انگلیسی: Karolina Shiino؛ زادهٔ ۲۴ اوت ۱۹۹۷) مدل (شخص) متولد اوکراین و اهل ژاپن است.

## اوایل زندگی
شینو در ترنوپیل، اوکراین در سال ۱۹۹۷ از والدین اوکراینی متولد و در سن پنج سالگی زمانی که مادرش سویتلانا با یک مرد ژاپنی ازدواج کرد به ناگویا، ژاپن نقل مکان کرد.
اما او اظهار داشته‌است که در حال رشد باید مرتباً اظهارنظرهایی را در مورد ظاهر متفاوتش تحمل می‌کرده‌است. او همچنین یک مدل و برنده چندین مسابقه است.

## جایزه بزرگ ملکه زیبایی ژاپن در سال ۲۰۲۴
در ژانویه ۲۰۲۴، شینو به عنوان برنده جشنواره زیبایی ژاپن یا «میس نیپون» اعلام شد. او اولین زنی است که در ژاپن بعد از تغییر تابعیت به عنوان یک ژاپنی برنده این مسابقه شده‌است. داوران مسابقه جذب اعتماد به نفس شینو شدند. پراتور مسابقه گفت «که او این عنوان را به دست آورد زیرا او یک زن ژاپنی سخت‌کوش و متواضع است و به دیگران توجه زیادی دارد.» پیروزی او باعث ایجاد بحث‌هایی در مورد «ژاپنی بودن» و تغییر جمعیت‌شناسی ژاپن شد. پس از برنده شدن در مسابقه، شینو اظهار داشت که از پذیرفته شدن به عنوان ژاپنی سپاسگزارم و گفت: «امیدوارم در ساختن جامعه ای که به تنوع احترام می‌گذارد و در مورد ظاهر مردم قضاوت نمی‌کند کمک کنم.» بسیاری از انتخاب او به عنوان ملکه زیبایی ژاپن استقبال کردند و آن را نشانی از پذیرش بیشتر جامعه این کشور به گوناگونی فرهنگی ارزیابی کردند اما همزمان بسیاری هم با انتقاد از این عنوان، کارولینا را با آنچه در جامعه ژاپن به طور سنتی مبنای زیبایی خوانده می‌شده «مغایر» دانستند.

### بازپس‌گیری جایزه
در ۳۱ ژانویه، مجله هفتگی شوکان شینچو گزارش داد که شینو با مردی متأهل که جراح زیبایی است، رابطه دارد. دفتر خانم شینو ضمن تایید این ارتباط ابتدا گفت که او از متاهل بودن این مرد مطلع نبوده است. برگزارکنندگان جایزه بزرگ میس نیپون نیز در ابتدا این گزارش را نادرست دانسته و رد کردند، اما در ۵ فوریه، شینو به این رابطه اعتراف کرد و عنوان میس نیپون خود را پس داد و پیشنهاد فسخ قرارداد خود را با آژانس خود داد. در پاسخ، برگزارکنندگان جایزه بزرگ میس نیپون عنوان شینو را به عنوان دوشیزه نیپون لغو کردند و عنوان میس نیپون ۲۰۲۴ را خالی اعلام کردند. شینو در اینستاگرام از همسر و خانواده دکتری که با او رابطه نامشروع داشت و همچنین از مقام‌های جایزه بزرگ میس نیپون و کسانی که از او در کسب عنوان میس نیپون حمایت کردند، عذرخواهی کرد.

## زندگی شخصی
شینو شهروندی ژاپن را در سال ۲۰۲۲ دریافت کرد. مادر سویتلانا، ماریا، در بهار ۲۰۲۲ به عنوان یک پناهنده اوکراینی پس از تهاجم روسیه به اوکراین در ژاپن به دختر و نوه‌اش پیوست.